# Oud-Reemst
Oud Reemst of Oud-Reemst is een buurschap in de Nederlandse gemeente Ede, gelegen in de provincie Gelderland. Het ligt in het oosten van de gemeente, ongeveer 5 kilometer ten zuiden van Otterlo. Oud-Reemst is gelegen op een kruising van de Oud-Reemsterlaan met de Harderwijkerweg (N310). De buurschap bestaat uit minder dan tien boerderijen. Oud-Reemst is een landbouwenclave tussen de heidevelden en bossen. Ten oosten van de buurschap ligt het Nationaal Park De Hoge Veluwe en ten noordwesten ligt Nieuw-Reemst.

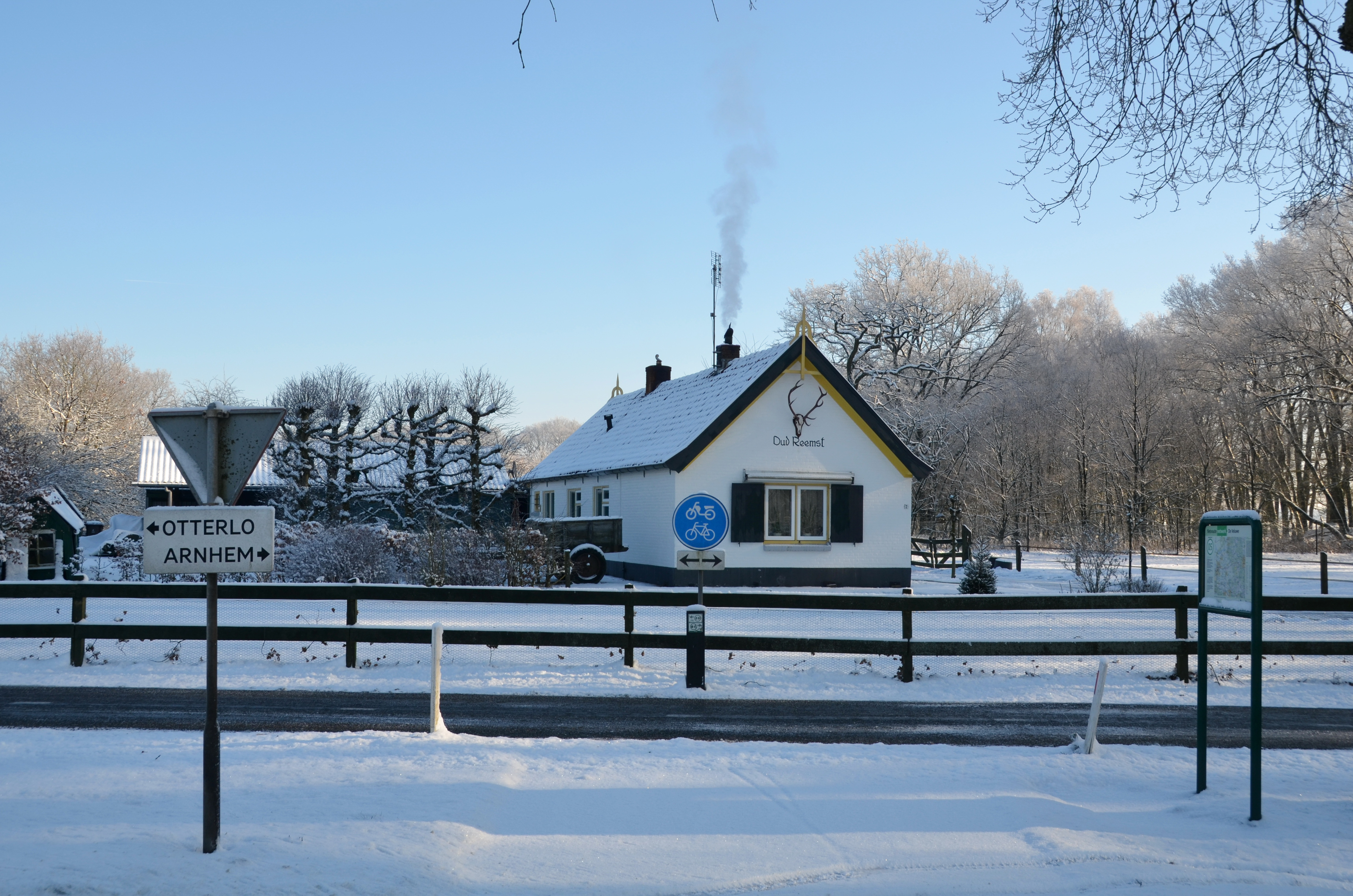
De boswachterswoning "Oud Reemst"

Vroeger heette Oud-Reemst 'Reemst'. Toen er een nieuw Reemst werd gesticht werd Reemst Oud-Reemst.
Hoofdplaats: Ede       Dorpen: Bennekom · Ederveen · Harskamp · Hoenderloo (deels) · De Klomp · Lunteren · Otterlo · Wekerom

Buurtschappen: Deelen · Doesburgerbuurt · Driesprong · Eschoten · De Ginkel · Hoekelum · Hoog Baarlo · De Kade · De Kraats · Manen · Meulunteren · Mossel · Nederwoud · Nergena · Nieuw-Reemst · (Oostdorp) · Oud-Reemst · Overwoud · Roekel · De Valk · Walderveen · Westeneng

Gelderland: Steden en dorpen in Gelderland      Nederland: Provincies · Gemeenten